# Uusitaloia wrangeliana
Uusitaloia wrangeliana là một loài nhện trong họ Linyphiidae.
Loài này thuộc chi Uusitaloia. Uusitaloia wrangeliana được Yuri M. Marusik & Koponen miêu tả năm 2009.